# Émile Boudier
Jean Louis Émile Boudier (n. 6 ianuarie 1828, Garnay, Centre-Val de Loire, Franța – d. 4 februarie 1920, Blois, Centre-Val de Loire, Franța) a fost un farmacist, botanist, entomolog, micolog și acuarelist francez, membru fondator al Société mycologique de France care a descris ca primul fosta clasă a discomicetelor din încrengătura Ascomycota. Abrevierea numelui său în cărți științifice este Boud..

## Biografie

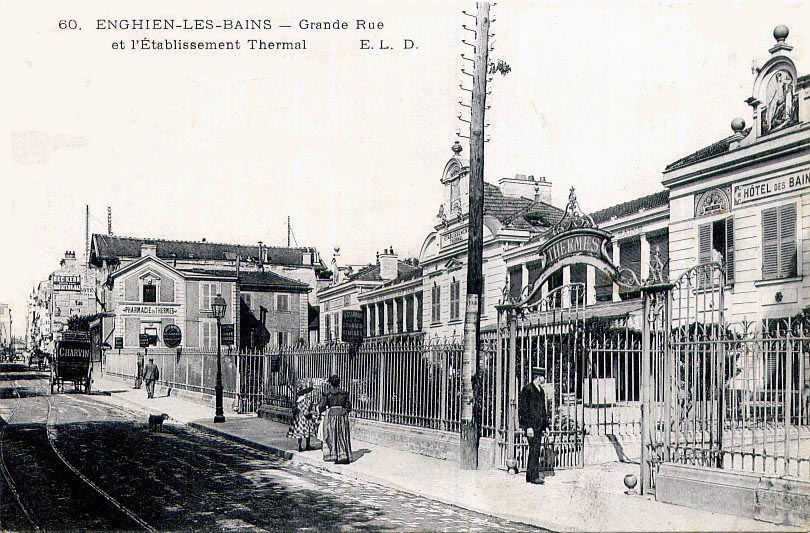
Enghien-les-Bains pe la 1900

Émile a studiat la École de Pharmacie de Paris, și după ce a luat diploma la 4 mai 1852, a deschis, în 1853, o farmacie în stațiunea balneară Enghien-les-Bains, 11 km în nord de Paris. Apoi a preluat farmacia tatălui său la Montmorency, unde a lucrat timp de 25 de ani. Dar deja pe atunci s-a interesat pentru biologie. Mai întâi s-a angajat numai în entomologie, excelând prin alcătuirea unei colecții mari. În anul 1854 a fost co-fondator al Société botanique de France (președinte din 1901). Boudier a fost pasionat mai târziu de către savantul francez Joseph Henri Léveillé (1796–1870) pentru micologie. În acest domeniu a avut mari succese.
În 1864, Boudier a fost ales membru al Académie de médecine (Academiei de Medicină), care ia acordat premiul Orfila pentru tractatul său științific despre ciuperci, având în vedere caracterul lor comun, chimic și toxicologic, care a fost publicat doi ani mai târziu, înainte de a fi tradus în limba germană. Tot pe atunci a făcut cunoștință cu tânărul Léon Louis Rolland (1841-1912) la Paris, cei doi devenind repede prieteni și pentru care a și scris necrologul. După prădarea colecției sale de insecte rare în timpul Războiului franco-german de către germani a decis să se angajeze științific exclusiv pentru ciuperci (1870). În 1878 s-a retras definitiv din meserie, pentru a se dedica plin cercetărilor micologice.

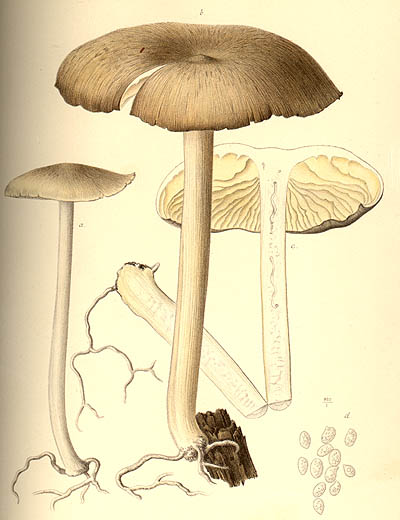
Megacollybia platyphylla Boudier

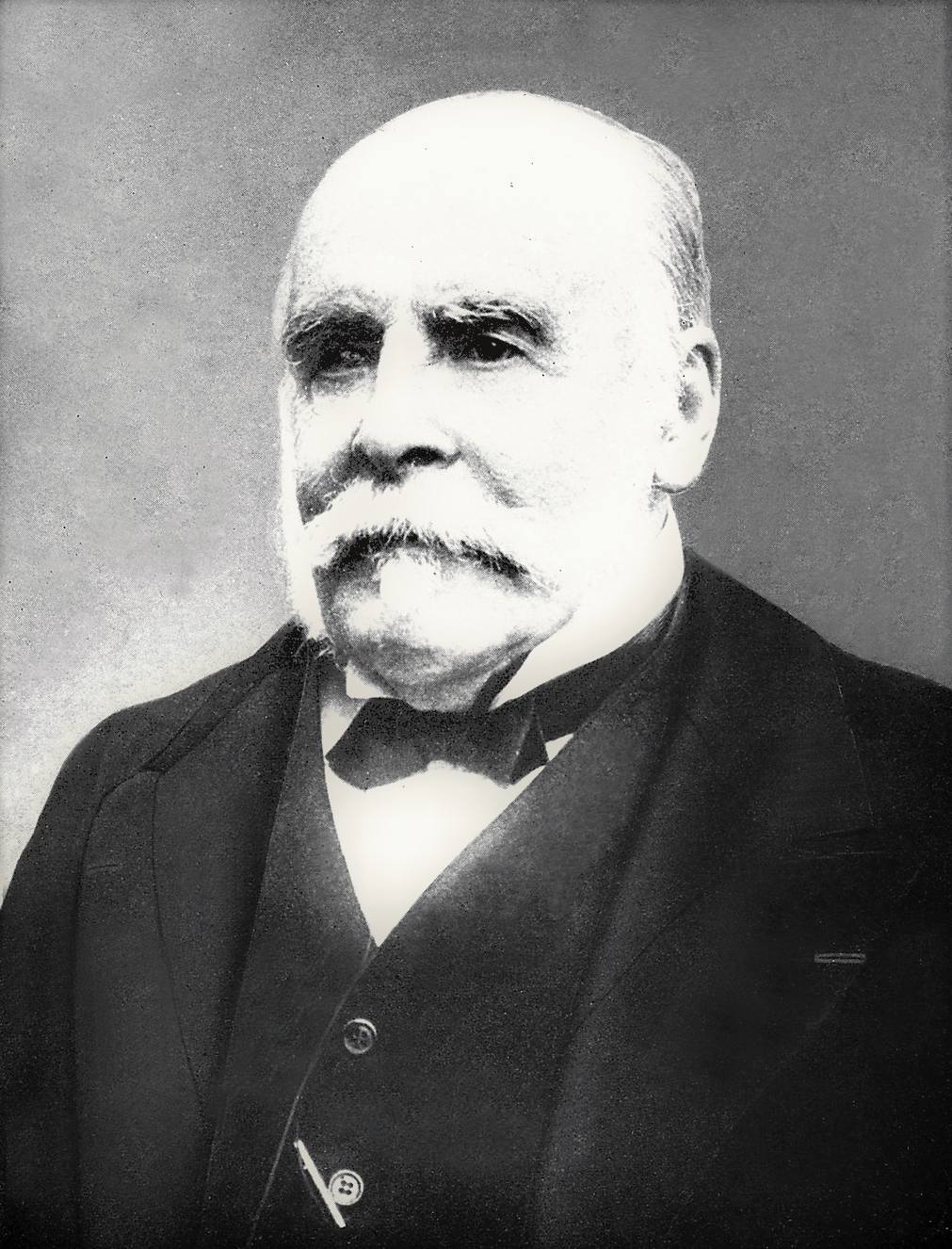
Émile Boudier 1910

În 1884, Émile Boudier a fost membru fondator al Société mycologique de France (vicepreședinte 1884; președinte 1887–90)  împreună cu medicii Lucien Quélet, Jean-Baptiste Mougeot, farmacistul Narcisse Théophile Patouillard și un grup de alți naturaliști, al căror jurnal Bulletin Trimestriel de la Société Mycologique de France a fost publicat pentru prima dată la 1 mai 1885 și în 1887 a fost premiat cu Prix Desmarière al Academiei de Științe pentru lucrarea sa Nouvelle classification naturelle des Discomycètes charnus din 1885.
Primul deceniu al secolului al XX-lea a fost cel mai important pentru renumele său mondial ca micolog și acuarelist prin publicarea a trei opere mari: Les Discomycètes d'Europe (1907), Histoire et classification des Discomycètes d’Europe (1909) și în paralel Icones mycologicae în 6 volume cu peste 600 de table colorate, dovedind astfel de asemenea calitatea sa de acuarelist (1904-1910). Alături de aceste lucrări a mai scris peste 90 de tratate privind clasificarea bureților în mod sistematic. 
În Les Discomycètes d'Europe din 1907 a determinat clasa Discomycetes ca parte a încrengăturii Ascomycota, crezând că ascosporii largi și curbați precum parafizele rare și scurte erau suficient de distincte pentru a obține un nou gen cu specii aparte. Astăzi denumirea este caducă și a fost împărțită în clasele Pezizomycetes (de exemplu zbârciogii), Lecanoromycetes, Leotiomycetes și Sordariomycetes. În această carte a descris de exemplu pentru prima oară sistematica ciupercii Ptychoverpa bohemica, (în prezent Verpa bohemica). Mai departe a denumit multe alte specii de bureți.
În anul 1908 savantul a fost primit de acea în Académie des sciences ca membru corespondent și la 14 iulie 1910 a fost numit cavaler al Legiunii de Onoare. El a fost de asemenea membru al Académie de médecine.
La bătrânețe s-a mutat la Blois, unde în 1917, la vârsta de 89 de ani a mai scris Dernières étincelles mycologiques conținând și 6 plăci colorate. Facultatea de Farmacie din Paris i-a dedicat unul dintre amfiteatrele sale (1930).

## Genuri și specii de ciuperci descrise de Boudier

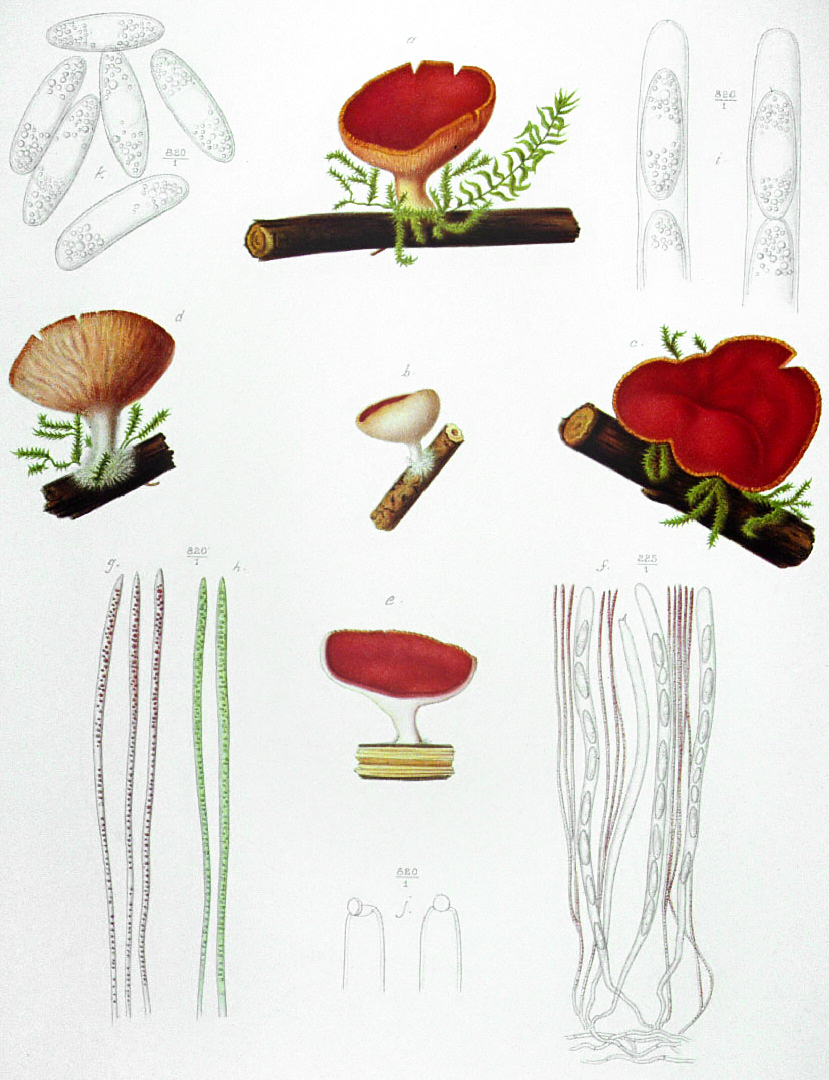
Sarcoscypha coccinea Boudier

### Genuri
- Ascophanus (1869)
- Pulvinula (1885)

### Genuri și Specii
| - Discina, gen - Ascobolus michaudii - Boletus dupainii - Boletus junquilleus (Quél., 1898) Boud. (1906) - Caloscypha fulgens (Pers.) Boud. (1885) - Clitocybe arnoldii - Clitocybe proxima - Collybia benoistii - Coprinus tigrinellus - Cortinarius alpinus - Disciotis maturescens și variația lui fulvescens - Disciotis venosa - Exobasidium vaccinii-uliginosi | - Ganoderma resinaceum - Ganoderma valesiacum - Helvella alpestris - Helvella lactea - Helvella latispora - Humaria menieri - Humaria superans - Inocybe acuta - Inocybe ionipes - Inocybe maculata - Lactarius flavidus - Lactarius fluens - Lactarius rufus var. exumbonatus - Lamprospora carbonicola | - Lamprospora dictydiola - Marasmius menieri - Microglossum fuscorubens - Morchella conica var. intermedia - Morchella esculenta var. umbrina - Morchella eximia - Morchella hortensis - Morchella inamoena - Morchella rielana - Morchella rotunda - Morchella spongiola | - Orbilia curvatispora - Orbilia sarraziniana - Peziza ampliata var. costifera - Peziza arvernensis - Peziza michelii (Boud.) Dennis (1960) - Physomitra esculenta - Pluteus luctuosus Boud. (1905) - Pseudotis abietina - Sarcoscypha coccinea - Psychoverpa bohemica - Terfezia boudieri var. pedunculata - Torrendiella ciliata |

## Taxoni dedicați lui Émile Boudier
În onoarea savantului au fost denumite  două  genuri ( Boudiera și Boudierella) precum 86 de specii  și subspecii cu epitetul   boudieri sau emilii, între altele:
| - Boudiera Cooke, 1877 (Pezizaceae) - Boudiera Lázaro Ibiza 1916, momentan Phellinus (Hymenochaetaceae) - Boudierella Sacc., 1895, (Pyronemataceae) - Boudierella Costantin, 1897, momentan Conidiobolus (Ancylistaceae) - Amanita boudieri Jean-Baptiste Barla, 1887, (Amanitaceae ) - Amanita emilii Riel, 1907, momentan Amanita regalis - Aposphaeria boudieri Rolland, 1896 - Arachnoscypha boudieri V.G. Rao & Subhedar, 1980 (Hyaloscyphaceae) - Ascobolus boudieri Quél., 1880 (Ascobolaceae) - Ascobolus boudieri Lorton, 1914, momentan Ascobolus leveillei (Ascobolaceae) - Ascophanus boudieri Renny & W. Phillips, 1887 momentan Ascobolus brassicae (Ascobolaceae) | - Boletus boudieri Quél., 1879, mömentan Suillus granulatus (Suillaceae) - Collybia boudieri Henri Romagn., 1954, momentan Tephrocybe boudieri (Lyophyllaceae) - Coprinus boudieri Quél., 1877, momentan Coprinellus angulatus (Psathyrellaceae) - Cortinarius boudieri Rob.Henry, 1936 (Cortinariaceae) - Discina boudieri Sacc., 1889 (Discinaceae) - Helotium boudieri Sacc., 1892 (Helotiaceae) - Helotium boudieri Sacc. & Trotter, 1913 (Helotiaceae) - Ixocomus boudieri Quél. 1887, momentan Suillus boudieri (Suillaceae) - Lachnea boudieri Höhn. 1910, momentan Aleuria boudieri (Pyronemataceae) - Lepiota boudieri Bres., 1881 (Agaricaceae) | - Lepiota boudieri Guég., 1908, momentan Leucocoprinus straminellus (Agaricaceae) - Leucoagaricus boudierianus Bon, 1993, (Agaricaceae) - Lyophyllum boudieri Kühner & Romagn., 1954, momentan Tephrocybe boudieri (Lyophyllaceae) - Otidea boudieri, Mornand & Courtecuisse, 2005 - Peridermium boudieri E. Fisch., 1895 - Phialea boudieri Quél., 1877, momentan Discinella boudieri (Helotiaceae) - Pistillaria boudieri Pat., 1886 (Typhulaceae) - Pluteus boudieri P.D. Orton, 1960, momentan Pluteus plautus (Pluteaceae) - Polysaccum boudieri Lloyd, 1904 (Sclerodermataceae) - Saccobolus boudieri Oudem., 1882, (Ascobolaceae) | - Sepultaria boudieri Torrend, 1909 (Pyronemataceae) - Sphaeronaema boudieri Richon, 1889, momentan Morrisographium boudieri (Anamorphic Pezizomycotina) - Sphaerulina boudieriana Sacc. & Malbr. (Mycosphaerellaceae) - Streptotheca boudieri Vuill., 1887, momentan Ascozonus boudieri (Thelebolaceae) - Tephrophana boudieri Romagn., 1954 (Marasmiaceae) - Terfezia boudieri Chatin, 1892 (Pezizaceae) - Tricholoma boudieri Barla, 1887, momentan Tricholoma saponaceum (Tricholomataceae) - Trichophaea boudieri Grélet, 1917, momentan Paratrichophaea boudieri (Pyronemataceae) - Xerocomus boudieri Singer, 1942 (Boletaceae) - Zopfia boudieri Arnaud, 1913, momentan Rechingeriella boudieri (Zopfiaceae) |

## Publicații (selecție)

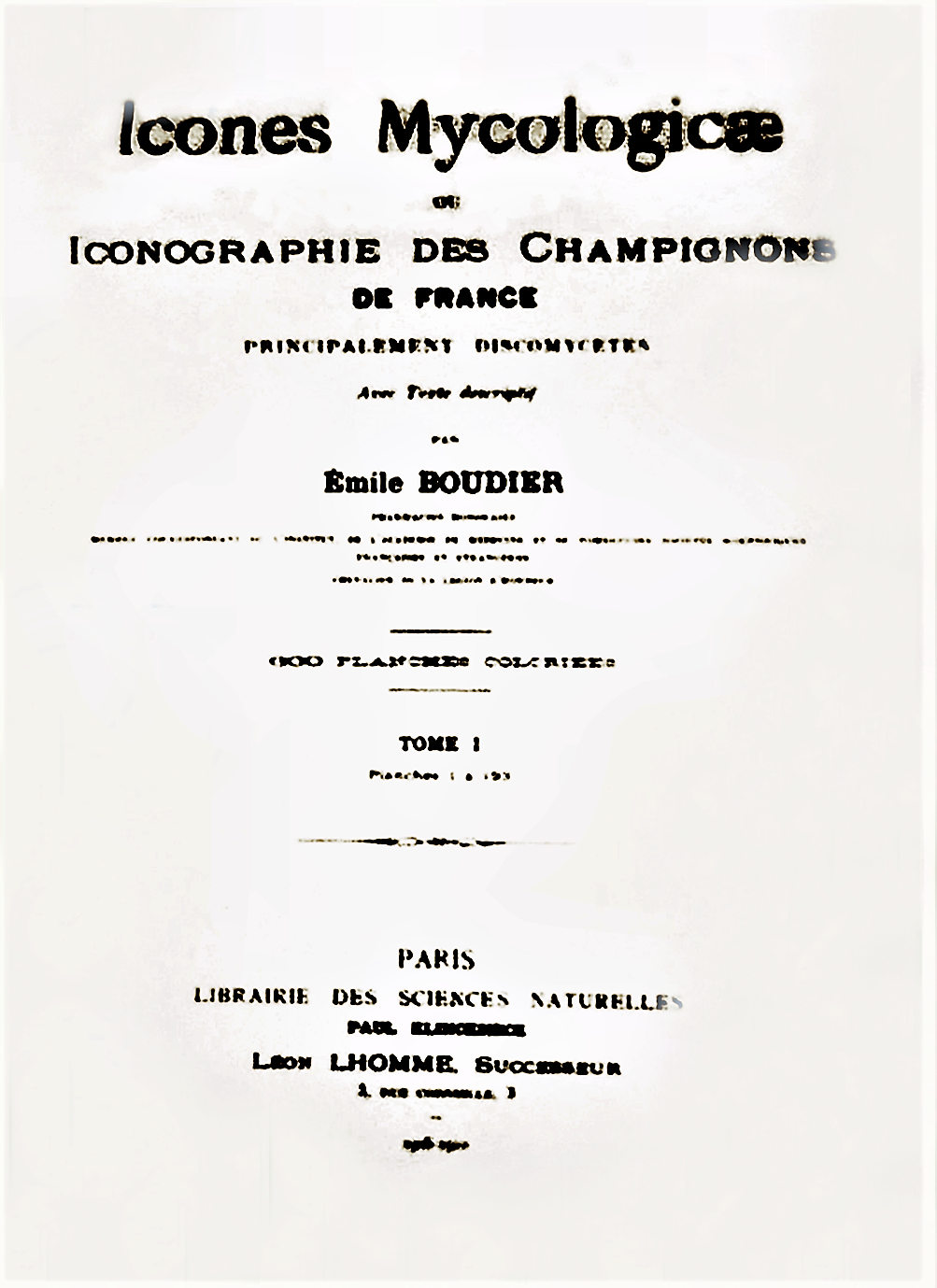
Icones Mycologicae, vol. 1

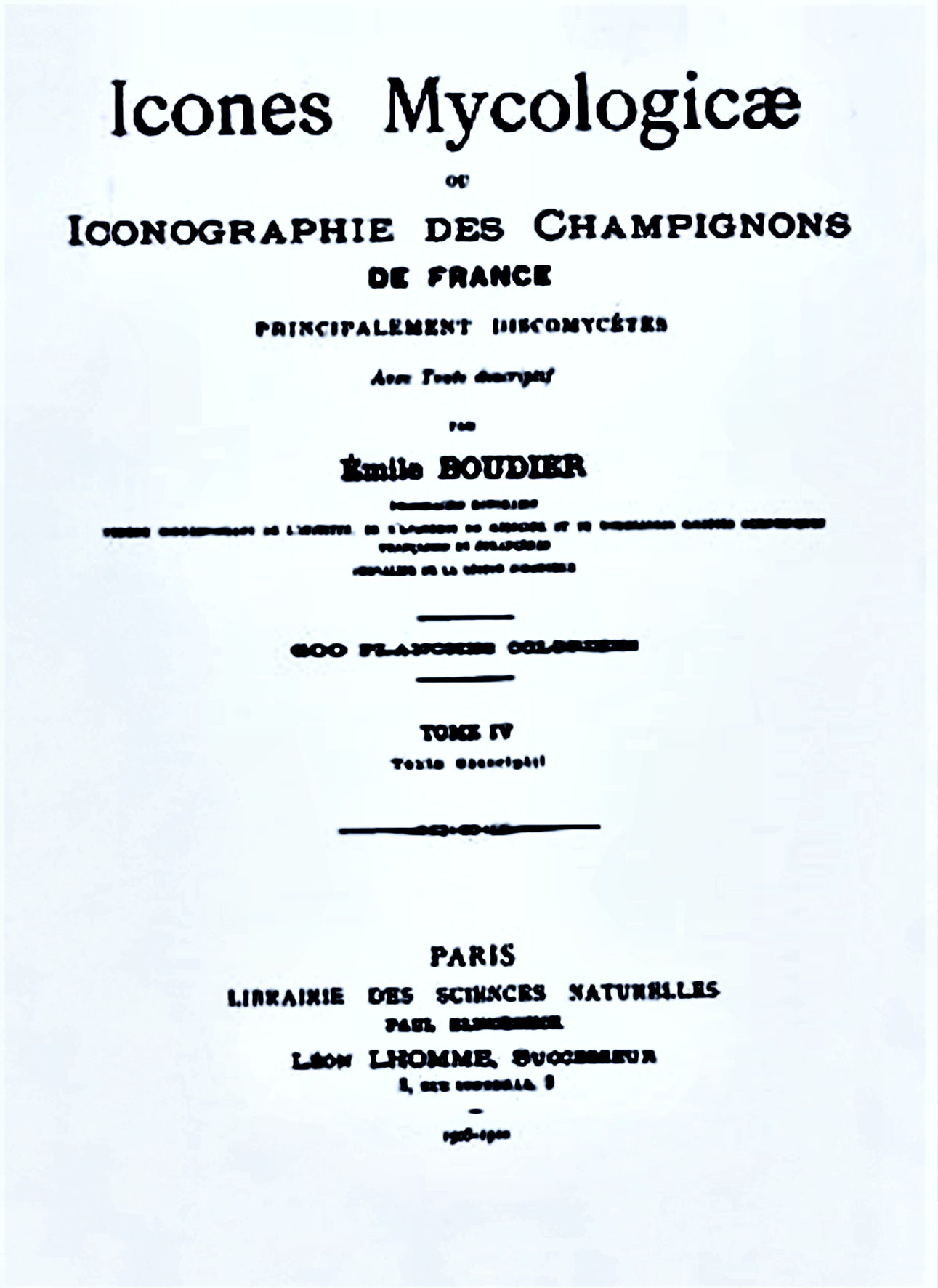
Icones Mycologicae, vol. 4

- Les Champignons au point de vue de leurs caractères usuels, chimiques et toxicologiques, Editura Ballière, Paris 1866
- Mémoire sur les Ascobolées, în: Annales des Sciences Naturelles, Botanique, seria 5 /10, p. 191-268 (1869)
- De quelques espèces nouvelle de champignons,  în: Bulletin de la Société mycologique de France nr. 24, p. 307-314 (1877)
- Diagnoses nouvelles de quelques espèces critiques de champignons, în: Bulletin de la Société mycologique de France nr. 26, p. 228-236, (1879)
- Nouvelles espèces de champignons de France, în: Bulletin de la Société mycologique de France nr. 28, p. 91-93, 1  tab. (1881)
- Note sur un nouveau genre et quelques nouvelles espèces des Pyrenomycètes, în: Revue Mycologique Toulouse nr. 7, p. 224-226, 1 tab. (1885)
- Nouvelle classification naturelle des Discomycètes charnus în: Bulletin de la Société mycologique de France nr. 1, p. 91-120 (1885)
- Description de quelques espèces nouvelles de champignons basidiosporés, în: Bulletin de la Société mycologique de France nr. 32, p. 282-283, 1 tab. (1885)
- Notice sur les discomycètes figurés dans les dessins inédits de Dunal, în: Bulletin de la Société mycologique de France nr. 3, p. 88-96 (1887)
- Nouvelles espèces de Discomycètes inoperculès de France, în: Bulletin de la Société mycologique de France nr. 4, p. 76-86, 1 tab. (1888)
- Quelques nouvelles espèces de champignons inférieurs, în: Bulletin de la Société mycologique de France nr. 7, p. 81-83, 1 tab. (1891)
- Trois nouvelles espèces de Pezizes, în: Bulletin de la Société mycologique de France nr. 7, p.215
- Description de deux nouvelles espèces de Gymnoascus de France, în: Bulletin de la Société mycologique de France nr. 8, p. 43-45, 1 tab., cu Narcisse T. Patouillard,  (1892)
- Description de quelques nouvelles espèces de Discomycètes de France, în: Bulletin de la Société mycologique de France nr. 12, p. 11-17, 2 tab. (1896)
- Nouvelles espèces ou variétés de champignons de France , în: Bulletin de la Société mycologique de France nr. 13 (1), p. 9-18, 4 tab.(1897)
- Révision analytique des morilles de France, în: Bulletin de la Société mycologique de France nr. 13 (2), p. 129-153 (1897)
- Descriptions et figures de quelques espèces de Discomycètes operculés nouvelles ou peu connues, în: Bulletin de la Société mycologique de France nr. 14, p. 16-23, 2 tab., (1898)
- Description d'une nouvelle espèce de morille de France, le Morchella Reilana, în: Bulletin de la Société botanique de Lyon nr. 23, p. 85-87 (1898)
- Note sur quelques champignons nouveaux des environs de Paris în: Bulletin de la Société mycologique de France nr. 15, p. 4-54.(1899)
- Note sur deux champignons hypogés, în: Bulletin de la Société mycologique de France nr. 16, p. 141-146, 1 tab. cu Narcisse T. Patouillard (1900)
- Note sur le genre Perrotia, nouveau genre de Discomycètes operculés, în: Bulletin de la Société mycologique de France nr.  17, p. 23-25 (1901)
- Champignons nouveaux de France, în: Bulletin de la Société mycologique de France nr. 18, p. 137-146, 3 tab. (1902)
- Icones Mycologicae , 6 volume, peste 600 de plăci, Editura Paul Klincksieck,.Paris 1905-1910
- Les Discomycètes d'Europe, Librairie des Sciences Naturelles Paul Klincksieck, Paris 1907
- Histoire et classification des discomycètes d'Europe, Librairie des Sciences Naturelles Paul Klincksieck, Paris 1907
- Histoire et Classification des Discomycètes d’Europe, Librairie des Sciences Naturelles Paul Klincksieck, Paris 1909
- Note sur une nouvelle espèce de Pseudophacidium, în: Transactions of the British Mycological Society nr. 3, p. 81 p., Londra 1908/1909
- Discomycètes nouveaux de Portugal, în: Bulletin de la Société mycologique de France nr. 27, p. 127-136, 2 tab., cu C. Torrend (1911).
- Dernières étincelles mycologiques în: Bulletin de la Société mycologique de France nr. 33, p. 7-22, 6 tab. (1917)